# Albert Gartmann

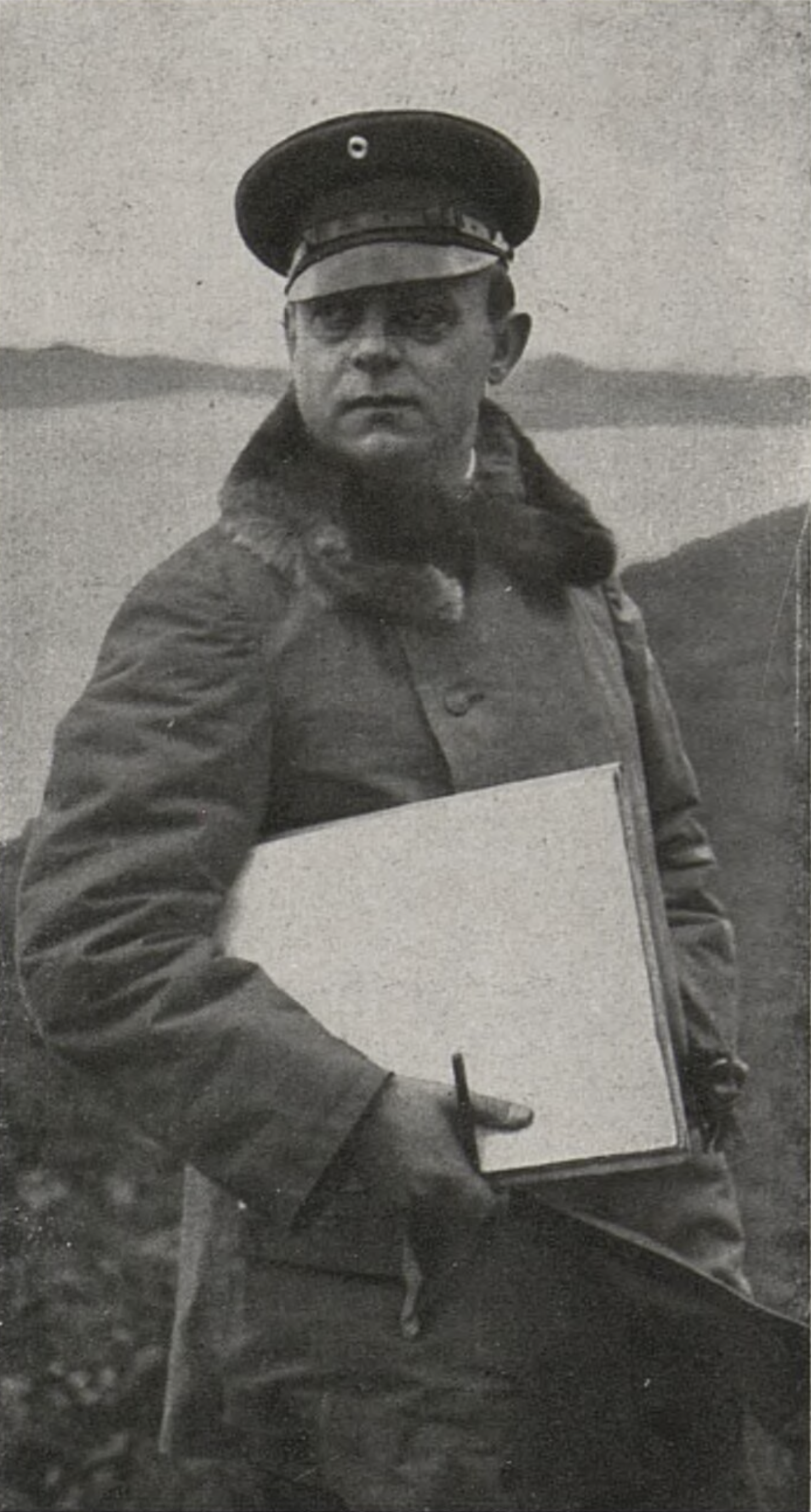
Albert Gartmann, als Kriegsmaler um 1917

Albert Carl Otto Gartmann, auch Garthmann (* 1. Mai 1876 in Gransee, Kreis Ruppin; † 11. April 1946 in Buenos Aires, Argentinien), war ein deutscher Landschafts-, Porträt-, Stillleben-, Genre- und Kriegsmaler der Düsseldorfer Schule.

## Leben
Gartmann, Sohn des Metzgers Carl Hermann Gartmann (1852–1931) und dessen Ehefrau Emilie Caroline Albertine, geborene Voss (1855–1906), verbrachte eine langjährige Lehr- und Wanderzeit als Dekorationsmaler, ehe er im Jahr 1900 ein Studium der Malerei an der Kunstakademie Düsseldorf begann. Dort war Peter Janssen der Ältere sein Lehrer. 1902 wechselte er auf die Berliner Akademie und wurde Schüler von Georg Ludwig Meyn und Arthur Kampf. Am 2. März 1908 heiratete er in Triebes Elise Helene Onemüller (1886–1968), die die Söhne Benvenuto, kurz „Uto“ (1909–1945), Heinz (1912–?), Götz Klaus (1915–1942) und Peter Ulrich (1920–1989) gebar. Das Paar ließ sich später scheiden.

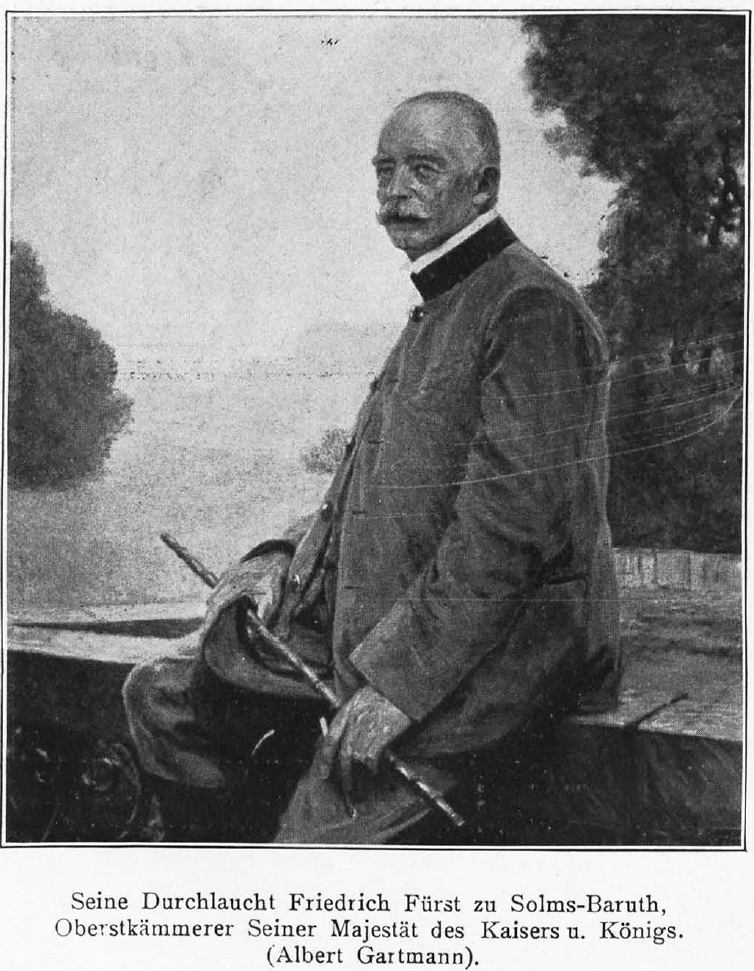
Bildnis des Fürsten Friedrich zu Solms-Baruth, 1906/1907

Seit 1906 stellte Gartmann in Berlin aus, hauptsächlich Ölbildnisse, darunter die Porträts von Adolf von Arnim, Friedrich zu Solms-Baruth und Anton Dohrn. Außer Porträts schuf er Genrebilder, Landschaften und Stillleben. 1908 wurde Gartmann an der Berliner Akademie der große Staatspreis für eine Reise nach Italien und einen Atelier-Aufenthalt in der römischen Villa Strohl-Fern verliehen. In Rom weilte er von Dezember 1908 bis Ende Juni 1909. Während des Ersten Weltkriegs war er als Kriegsmaler an der Ostfront eingesetzt und brachte Bilder von Kriegserlebnissen in Russland und Mazedonien mit.
Nach dem Krieg war er in Wimpfen am Neckar ansässig. Gefördert wurde er in dieser Zeit durch den Berliner Mäzen Eduard Arnhold, der 1918 über Karl Haberstock zwei Bilder von ihm für je 3000 Mark erwarb. 1923 hielt er sich für einen Porträtauftrag des aus Heilbronn gebürtigen Geschäftsmanns Hermann Wollenberger (1867–1945) in Chicago auf. Dabei stellte er auf der 36. Jahresausstellung amerikanischer Gemälde und Skulpturen des Art Institute of Chicago aus und trug sich mit der Absicht, dort ein Atelier zu eröffnen. Mit seinem Sohn Heinz schiffte er sich 1924 in Bremerhaven auf der Columbus nach New York City ein. Sie kamen am 9. November 1924 dort an. Von den Vereinigten Staaten führte die Auswanderung 1925 weiter nach Südamerika. Auf einer Schiffsreise mit der Sierra Morena machte er Station in Lima, Santiago de Chile, Buenos Aires, Montevideo und Rio de Janeiro. Dabei erhielt er Gelegenheit, prominente Persönlichkeiten, etwa den argentinischen Präsidenten Marcelo Torcuato de Alvear, zu porträtieren und Landschaften zu malen. Gartmann ließ sich schließlich in La Cumbre in der zentralargentinischen Provinz Córdoba als Kunstmaler nieder. In Argentinien bereiste er verschiedene Gegenden, etwa die Provinz Tucumán, deren Landschaftsbilder er 1935 in der Galería Nordiska in Buenos Aires ausstellte. Als 1938 im Ibero-Amerikanischen Institut in Berlin eine Ausstellung seiner Gemälde stattfand, ließ er eines davon Adolf Hitler als Geschenk überbringen.